# 巴尔塞卡
巴尔塞卡，是西班牙卡斯蒂利亚-莱昂塞戈维亚省的一个市镇。 总面积23平方公里，总人口277人（2001年），人口密度12人/平方公里。